# アイタクテ
アイタクテは、和紗のデビューシングル。2009年7月29日発売。

## 概要
- 表題曲「アイタクテ」は、和紗の失恋経験をもとに作られたラブソング。レコチョクの着うたランキングで最高16位、着うたフルランキングで最高7位、USENのJ-POP総合チャートで最高15位を獲得。
- カップリング曲「you were my baby」は、10代最後の日の同年7月1日に着うた先行で配信デビュー。
- 地元の京都のCDショップではチャート1位を記録。また、同年8月3日に毎日放送の情報番組『ちちんぷいぷい』に出演してから、Googleの検索急上昇ランキングで最高2位を獲得した。[1]

## 収録曲
（全作詞：和紗／全作曲：川口大輔）
1. アイタクテ
  - 作詞：川口大輔
  - 毎日放送2009年8月のおいしいうた
2. you were my baby
  - 作詞：MONA
3. アイタクテ -voice & piano-